# Fournier-Torenie
Die Fournier-Torenie (Torenia fournieri) ist eine Pflanzenart aus der Gattung Torenia. Der Gattungsname ehrt den schwedischen Pfarrer und Naturforscher Olof Torén (1718–1753).

## Merkmale
Die Fournier-Torenie ist eine einjährige Pflanze, die Wuchshöhen von 20 bis 30 Zentimeter erreicht. Der Stängel ist aufrecht-aufsteigend und vierkantig. Die Blätter sind gestielt, dreieckig-lanzettlich und scharf gesägt. Die Blüten sind zweilippig, die Oberlippe ist geteilt und die Unterlippe dreiteilig. Die Kronröhre ist am Grund gelb, ansonsten blau, rötlich oder weiß mit gelbem Fleck auf der Unterlippe.
Die Blütezeit reicht von Juli bis September.

## Vorkommen
Die Fournier-Torenie kommt in Wäldern in Süd-Vietnam vor.

## Nutzung
Die Fournier-Torenie wird zerstreut als Zierpflanze für Balkone, Rabatten und Pflanzschalen genutzt. Sie ist seit spätestens 1876 in Kultur. Es gibt Sorten mit verschiedenen Blütenfarben.

## Belege
- Eckehart J. Jäger, Friedrich Ebel, Peter Hanelt, Gerd K. Müller (Hrsg.): Rothmaler Exkursionsflora von Deutschland. Band 5: Krautige Zier- und Nutzpflanzen. Spektrum Akademischer Verlag, Berlin Heidelberg 2008, ISBN 978-3-8274-0918-8.